# Евридика (съпруга на Филип II)
Вижте пояснителната страница за други личности с името Евридика.
Евридика (на старогръцки: Ευρυδίκη) е илирийска принцеса от ІV век пр. Хр.

## Биография
Дъщеря е или внучка на цар Бардилис и първоначално се казва Авдата (на старогръцки: Αὐδάτη, Aύδάτα). Тя става през 359 г. пр. Хр. първата или втората съпруга на македонския цар Филип II Македонски и е царица от 359 г. пр. Хр. до ок. 336 г. пр. Хр. След женитбата си Авдата приема името Евридика. Ражда дъщеря Кинана или Кина, която се омъжва за цар Аминта IV Македонски и има дъщеря Адеа, която по-късно също взема името Евридика, и става съпруга на Филип III Аридей.